# Ровненский сельсовет (Курганская область)
Ро́вненский сельсове́т — упразднённые административно-территориальная единица и муниципальное образование со статусом сельского поселения в составе Кетовского района Курганской области России. 
Административный центр — село Ровная.

## История
В соответствии с Законом Курганской области от 6 июля 2004 года № 419 сельсовет наделён статусом сельского поселения.
Законом Курганской области от 25 октября 2017 года N 88, в состав Митинского сельсовета было включено единственное село упразднённого Ровненского сельсовета.

## Население
| 2002 | 2010 | 2012 | 2013 | 2014 | 2015 | 2016 |
| ---- | ---- | ---- | ---- | ---- | ---- | ---- |
| 491  | ↘465 | ↗476 | ↗485 | ↗487 | ↘475 | ↘472 |
| 2017 | 2018 |      |      |      |      |      |
| ↗473 | ↗476 |      |      |      |      |      |

## Состав сельского поселения
| № | Населённый пункт | Тип населённого пункта       | Население |
| - | ---------------- | ---------------------------- | --------- |
| 1 | Ровная           | село, административный центр | ↗476      |